# (20518) Rendtel
(20518) Rendtel ist ein Asteroid des Hauptgürtels, der am 12. September 1999 von André Knöfel an der Volkssternwarte Drebach entdeckt wurde. 
Benannt wurde der Himmelskörper nach dem deutschen Physiker Jürgen Rendtel (* 1954). Rendtel ist Mitarbeiter am Leibniz-Institut für Astrophysik Potsdam (AIP) und Amateurastronom. Er initiierte 1975 den Arbeitskreis Meteore und war von der Gründung 1988 bis 2013 Präsident der International Meteor Organization.